# Deterze

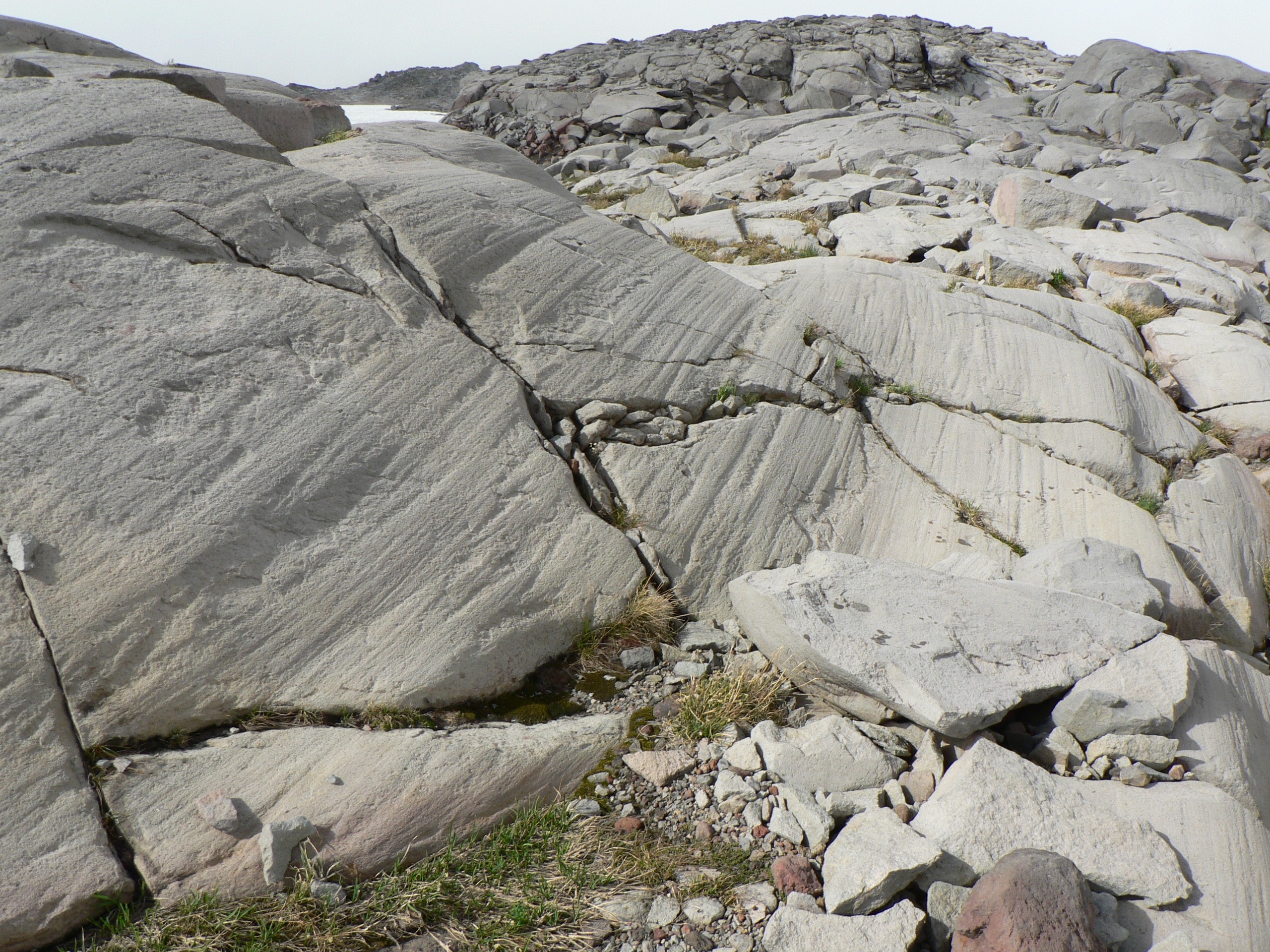
Ledovcovou deterzí zrýhovaný skalní podklad (Národní park Mount Rainier)

Deterze (z latinského detergeo = stírat, čistit, zurážet), v češtině stírání, znamená v geologii erozivní činnost pevninských ledovců. Je to druh ledovcové eroze malého hloubicího účinku, obrušování a ohlazování skalního podloží úlomky hornin zamrzlých v ledovcovém ledu i vlastním ledem, způsobené sunutím ledovce po skalním podkladu. Rýhování se projevuje nejen na podloží, ale i na unášených úlomcích.

## Vznik a výskyt
Erozivní činnost pevninských ledovců, deterze, působí plošně v celém rozsahu a na celé ploše zaledněného kraje. Zvětraliny jsou tím odstraňovány v celém území a obnažený povrch je po celé ploše ohlazován a broušen. Tvrdší horniny a původní nerovnosti jsou ohlazovány a mění se v protáhlé (ve směru pohybu ledu) a zaokrouhlené oblíky. Podklad, po kterém se ledovce sunou, je zároveň škrábán a rýhován unášenými úlomky hornin.Tyto ledovcové ohlazy a rýhy jsou svědectvím o dřívějším zalednění. Rýhy jsou rovnoběžné a jejich směry udávají směr pohybu ledovců.Také kameny, které sebou ledovce strhávají a smýkají, jsou omílány a ohlazovány. Intenzita brázdění a stírání podkladu pevninskými ledovci se místy velmi měnila. Výsledkem toho jsou pak brázdovité prohlubeniny na povrchu podkladu, které jsou někde hlubší a někde opět mělčí. Po ústupu ledovců se pak vyplnily jezery, zpravidla úzkého tvaru a seřazenými za sebou do podélných řad. Nazývají se rinová jezera (z němčiny die Rinne = rýha) a nacházejí se ve Finsku, v jižním Švédsku, v severním Německu v Polsku i jinde.